# クイーン・エリザベス・オリンピック・パーク
クイーン・エリザベス・オリンピック・パーク（英: Queen Elizabeth II Olympic Park）は、イギリスのロンドンにある、2012年ロンドンオリンピックおよび同パラリンピックのために建てられたスポーツ複合施設で、同市の東側ストラトフォード・シティ開発地区に隣接した場所にある。敷地内には選手村のほか、ロンドン・スタジアムやアクアティクス・センターを初めとする競技施設が複数入っている。
イギリス最大のパブリックアート作品であり展望台のアルセロール・ミッタル・オービットからこの公園が一望できる。五輪期間中はオリンピック・パークと呼ばれていたが、五輪閉幕後に現在の名前に改称された。これは2012年に女王エリザベス2世が即位60年となることを記念して付けられたものである（ただしロンドンの公式な王立所有地ではない）。

## 所在地
パークの敷地は4つのイースト・ロンドン自治区、すなわちニューアム区、タワーハムレッツ区、ハックニー区、ウォルサム・フォレスト区にまたがっている。この場所はかつて未開発緑地とブラウンフィールドが混在しており、ハックニー・マーシュズ（という湿地帯）を一部含んでいた。
ロイヤルメールはこの公園とストラトフォード・シティにポストコード"E20"を割り当てており、それはかつて連続テレビドラマ「イーストエンダーズ」における架空の郊外ウォルフォードに付されていた番号である。
2011年8月2日、そこには住宅および快適環境の整った5つの近隣地区ができると発表された。
- チョバーム・マナー（ニューアム・ロンドン自治区内）
- イーストウィック（ハックニー・ロンドン自治区内）
- スウィートウォーター（タワーハムレッツ・ロンドン自治区内)
- プディング・ミル（ニューアム・ロンドン自治区内）
- マーシュゲート・ワーフ（ニューアム・ロンドン自治区内）

これらの名前には同地域に関連した歴史がある。ウォルサム・フォレスト区を除いて、4つのイーストロンドン自治区全てがこのような近隣地区でパーク敷地を囲んでいる。

## 設計
オリンピック・パークは (EDAWとBuro Happoldから成る) EDAWコンソーシアムによって設計され、アラップおよびWSアトキンスと協働している。詳細な景観構築は、ハーグレイブス・アソシエイツとLDAデザインの共同で行われた。同パークの照明はサットン・ベイン・アソシエイツの設計で実施された。
ロンドン・オリンピックおよびパラリンピックの招致活動において、当初はメイン会場に加えて4つの屋内競技場がオリンピック・パーク内にあると提案されていたが、2006年に公表されたマスタープランでは3つに削減された。フェンシング競技場も中止され、同競技はエクセル展覧会センターで開催された。残りの屋内競技施設はバスケットボール・アリーナとカッパー・ボックスであるが、これに加えてウォーター・ポロ・アリーナ、アクアティクス・センター、ヴェロパークがある。最終設計案はオリンピック会場建設委員会 (Olympic Delivery Authority) によって承認された。

### レガシー・リスト慈善団体
ザ・レガシー・リストはクイーン・エリザベス・オリンピック・パークのための独立した慈善団体で、大会の遺産を支援するため2011年に設立された。
アルメイダ劇場の業務執行取締役でイングランド芸術評議会を運営していたサラ・ウィアー(Sarah Weir)が、ザ・レガシー・リストというクイーン・エリザベス・オリンピック・パーク慈善団体を創設した。 2013年秋、サラはワデスドン・マナーの最高経営責任者に就任した。

### 建設
建設期間中、8万人超の作業者がこのプロジェクトに携わった。オリンピック・パークの建設は、CH2M Hill、Laing O'Rourke、MaceからなるCLMデリバリー・パートナーによって管理されていた。CLMは内部道路網の管理を含め、会場建設区域の間の「空白」スペースを特に管理していた。建設が本格的に始まると、作業を円滑に進めるために、建設予定地周辺に設置されていた最大高さ65ｍの送電用鉄塔52基が撤去され、その電力はPLUGプロジェクトで建設された新たな地下トンネルを通して供給されるようになった。 また公園敷地に関しては土壌の浄化作業が行われ、イギリス在来種の動植物が移植され、産業化前の植生の再現が試みられた。

### パーク内の施設
- アクアティクス・センター
- カッパー・ボックス
- リー・バレー・ホッケー・アンド・テニス・センター
- リー・バレー・ヴェロパーク
- ロンドン・スタジアム
- アルセロール・ミッタル・オービット
- イースト・ビレッジ (ロンドン)（英語版）、五輪当時の選手村
- ロンドンオリンピック・メディア・センター
- インターナショナル・クォーター・ロンドン（英語版）
- ノーザン・パークランド

加えて、オリンピックおよびパラリンピック大会時は以下の物もあった。
- イートン・マナー
- リバーバンク・アリーナ
- ウォーター・ポロ・アリーナ
- バスケットボール・アリーナ
- パーク・ライヴ

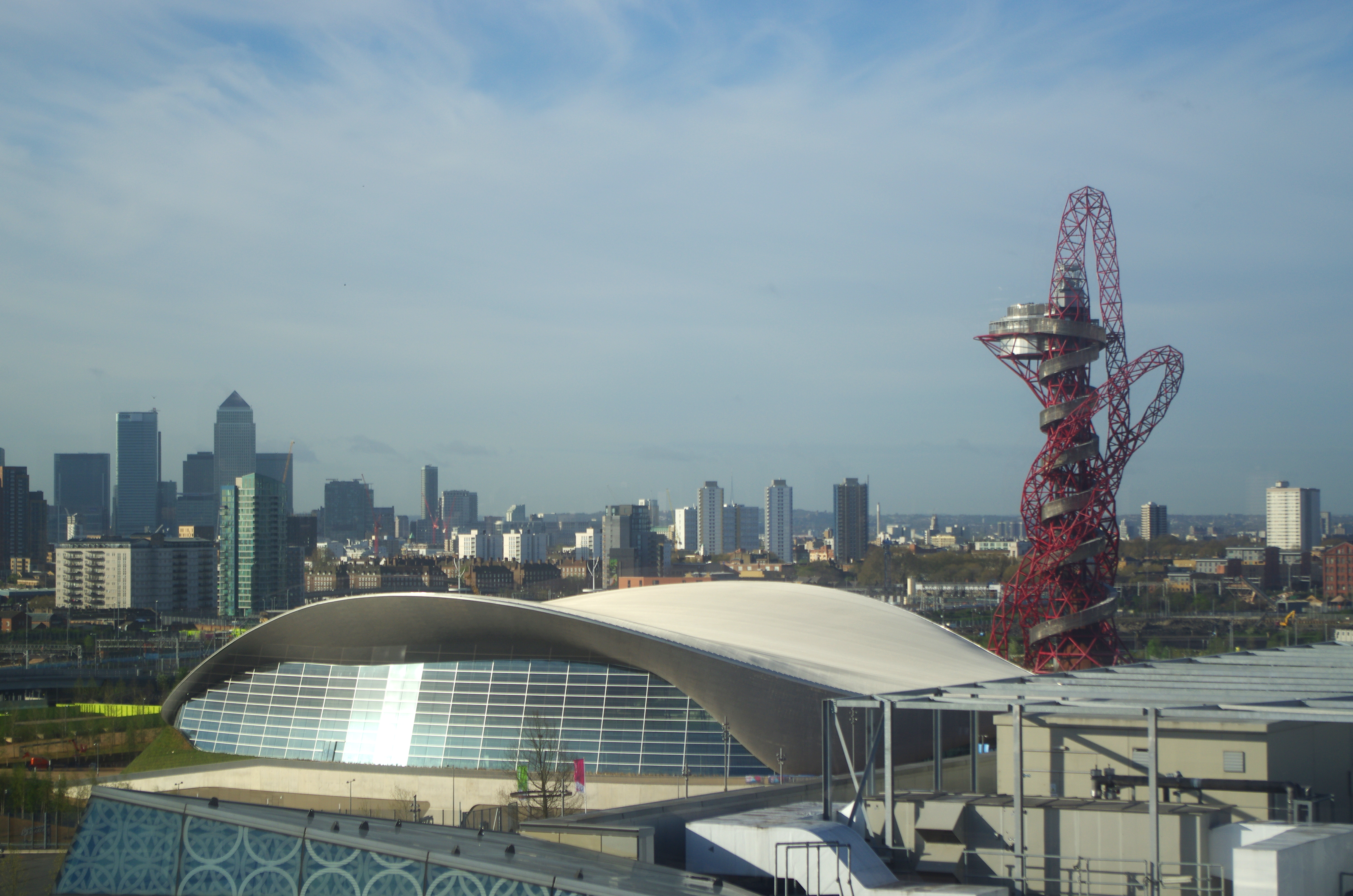
アクアティクス・センターと右側にアルセロール・ミッタル・オービット
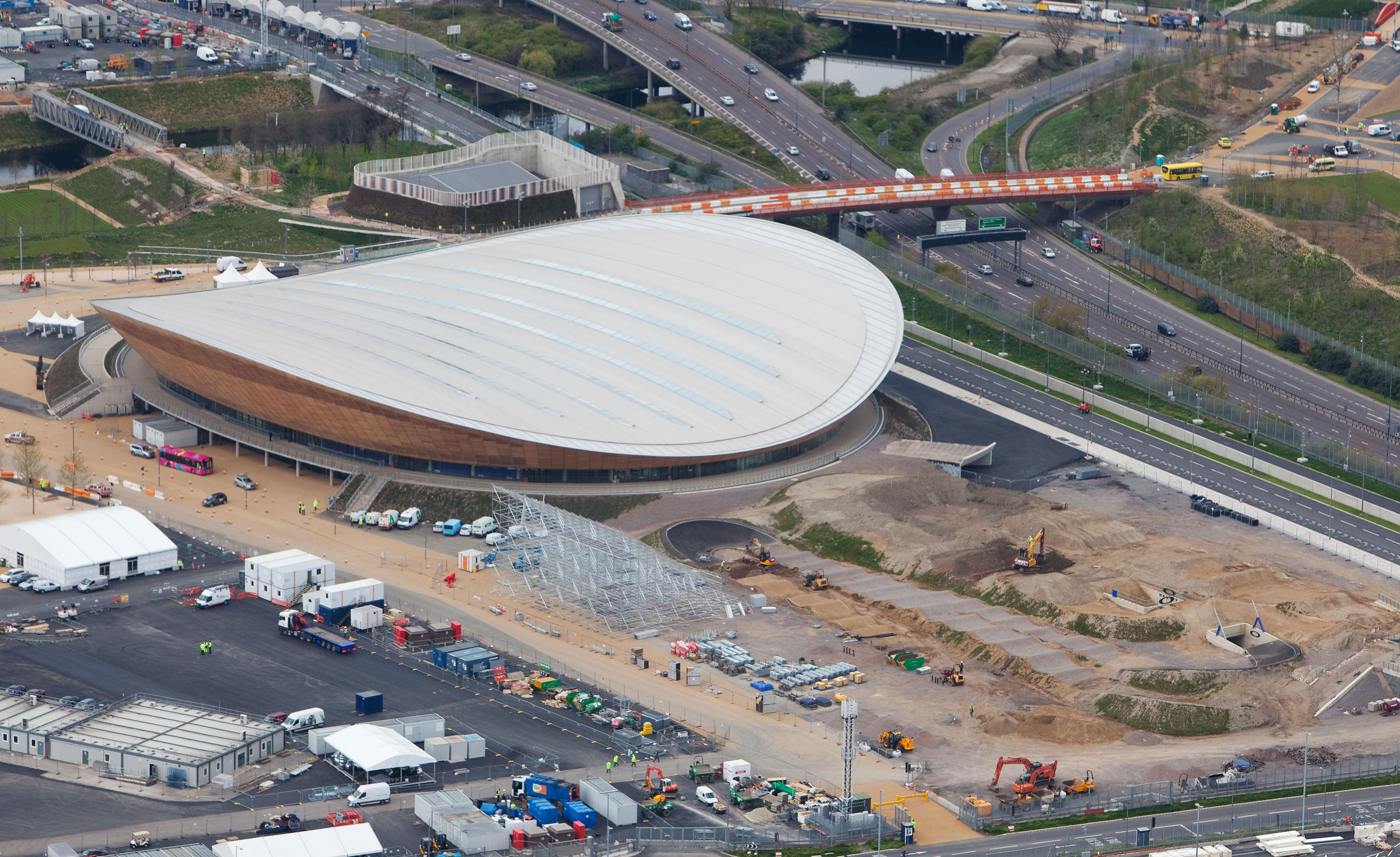
リー・バレー・ヴェロパーク
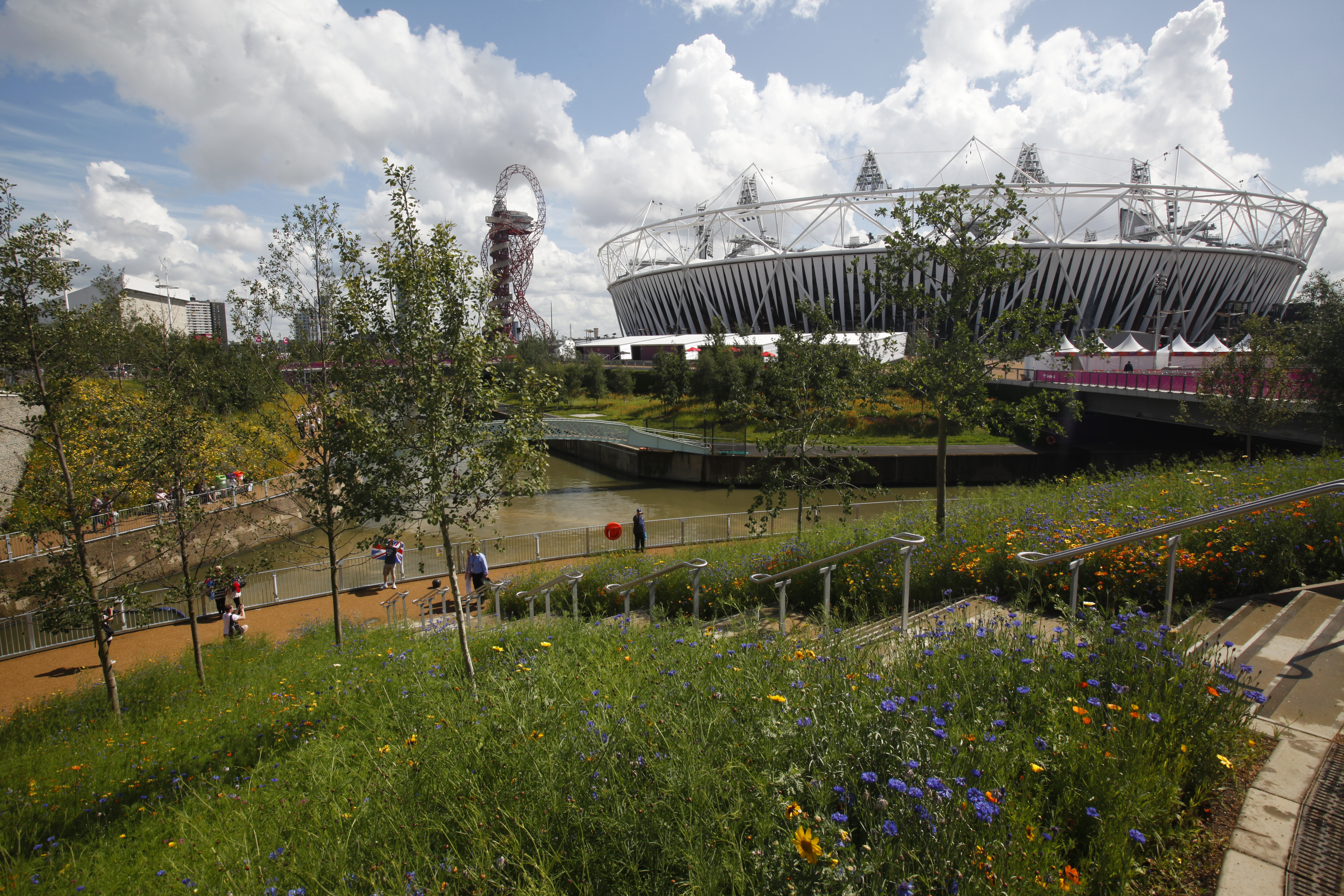
リー川とその支流のシティミル川の前にあるオリンピック・ガーデン
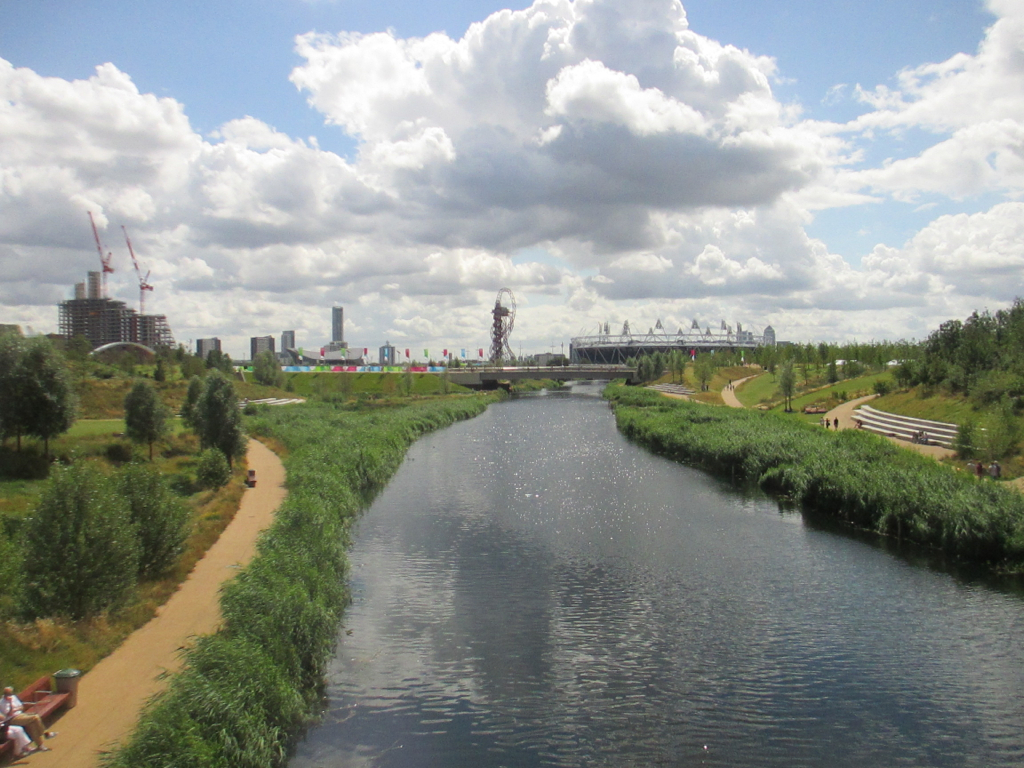
ノーザン・パークランドとリー川、南方を見た様子
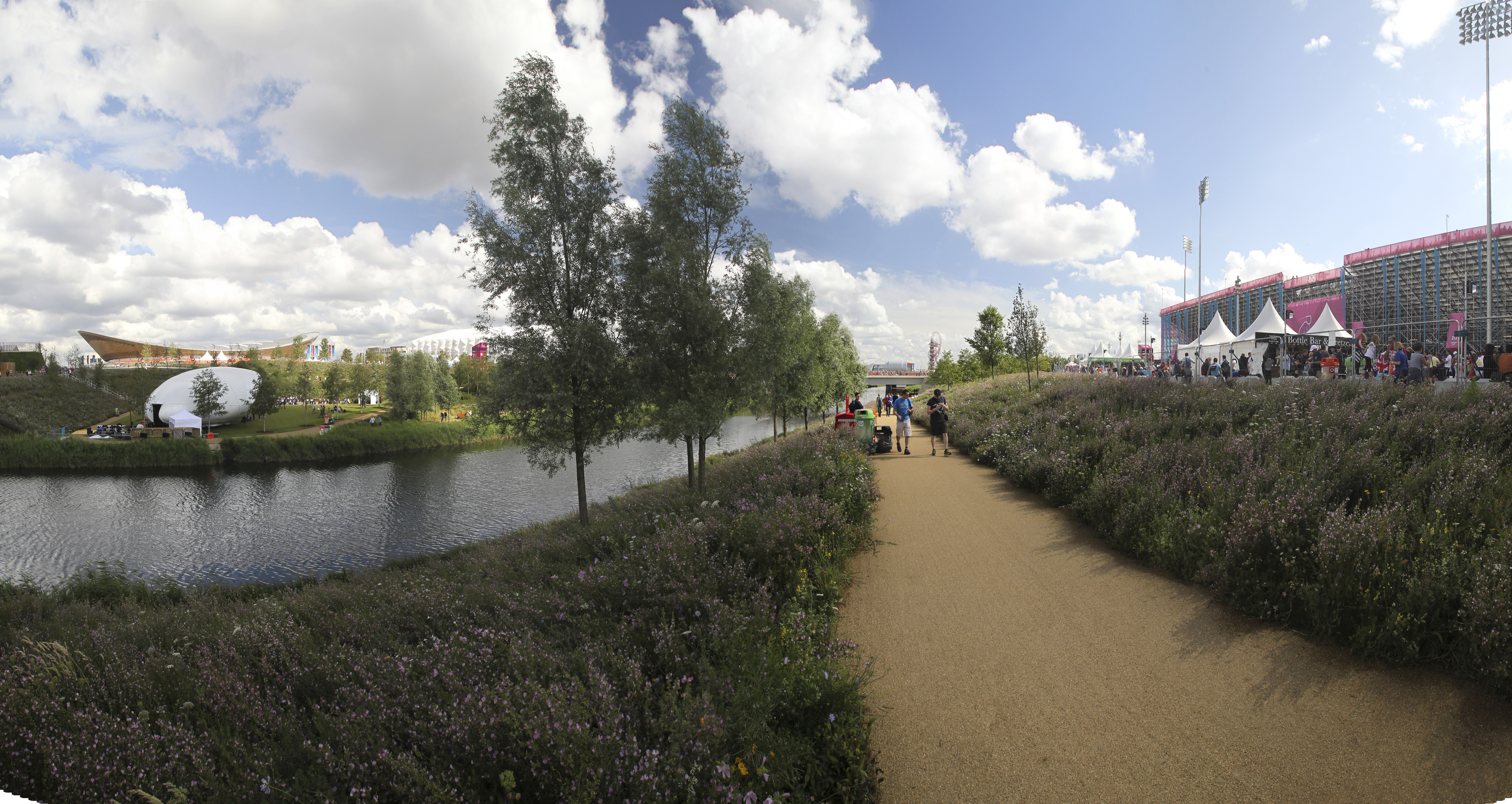
ノーザン・パークランドとリー川、南方を見た様子

## 批判
ローワン・ムーアは、クイーン・エリザベス・オリンピック・パークがオープンしたときに、ガーディアン紙に書いて次のようにコメントした。「狂ったように奇抜な、照明器具、競技場の設備、座席、木の種類、花崗岩の彫刻の塊、キオスク、手すりと表面の色合い...誰もが有名になろうとオリンピック・シンドロームに罹っています。賞賛に値するOudolfを除けば、落ち着いたものを誰もやろうとしていないのです」。
ロバート・ホールデンとトム・ターナーは、オリンピック・パークの景観構築のレビューにおいて、基本的に「景観プランのほうが景観デザインよりもはるかに優れている」と指摘。景観プランでは、パーク北部区画にあるリー川の開放、居住環境創造の戦略、同パークと周辺地区との優れた繋がりが考慮されている。景観デザインは広大な歩行者用コンコースばかりで、それは大会期間中こそ混み合うだろうが、それ以外の時は未使用の空港滑走路同然だ、と述べている。

## 五輪後の用途

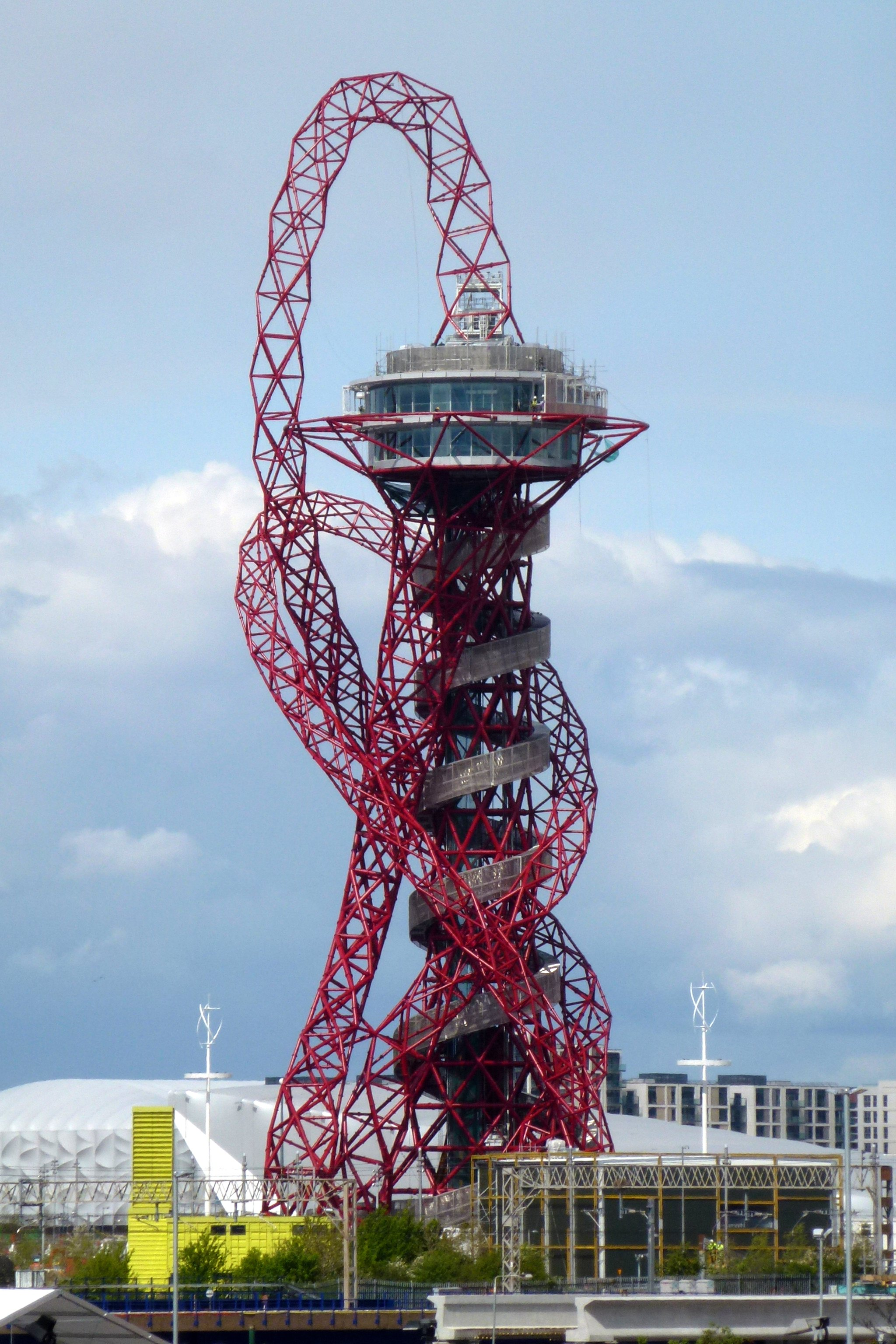
アルセロール・ミッタル・オービット

この公園はロンドン五輪閉幕後も様々な用途で使用されていたり、使用する計画がある。
- 新しいイースト・ロンドン・テック・シティ（英国版シリコンバレー構想）のテクノロジー・ハブとして、重要な部分を担う[14]。
- 150年以上にわたり西ヨーロッパで作られた最大の都市公園の1つとして、湿地の生態系を復元し、原生種を植栽することによって、地域環境を豊かにして保全するように設計されている[15]。
- ロンドン芸術大学がロンドン・カレッジ・オブ・ファッションのための新キャンパスの開設を計画している[16]。
- 選手村はストラトフォード・シティ開発により、3600室のアパートがあるイースト・ビレッジになっている。
- マナー・ガーデン・アロットメント（市民菜園）が復活した[17]
- アルセロール・ミッタル・オービットは、イギリス最大のパブリック・アート作品の鉄塔で、主要な観光名所となっている[18]。
- 2012年2月27日、英国の主要オリンピック博物館が2014年中にアルセロール・ミッタル・オービットの隣の公園で開設されると発表された[19]。この計画は2013年7月24日に中断となった[20]。
- ビクトリア・アンド・アルバート博物館、ロンドン芸術大学、サドラーズ・ウェルズ・バレエ団など、いくつかの機関がこの公園に支社を計画している[21]。
- 55ブロードウエイ（という名称のビル）閉鎖に伴って、ロンドン交通局の新しい本部ができる[22]。
- ユニヴァーシティ・カレッジ・ロンドンが、この公園内に新しいキャンパスを建設する予定[21]。
- BBCがその有名なメイダ・ヴェール・スタジオの移転を望んでいる[16]。

### インターナショナル・クォーター・ロンドン
インターナショナル・クォーター・ロンドンは、2012年ロンドン五輪・パラリンピックの開催地ストラトフォードにある新しい商業地区である。そこは複合用途で開発が行われており、総投資額は13億ポンドを超え、レンドリース (建設業)とロンドン・アンド・コンティネンタル・レイルウェイズによって50/50の合弁事業で実施されたものである。
インターナショナル・クォーター・ロンドンには、400万平方フィートの商業オフィス空間、グラスハウス・ガーデンズとして知られる住宅330戸、そして新しいホテルが入っている。同地域へはストラトフォード駅を経由して行くことができる。

### その後の国際スポーツ大会
2012年ロンドン五輪終了後、同パークにあるスポーツ施設の規模は縮小されたが、遺産の一部は恒久的な施設として残っている。それは地元や地域コミュニティの資源として、また五輪のように世界水準の施設を使う主要な国際スポーツ大会のために継続的に利用されている。
- スタジアムは2013年にロンドングランプリ陸上競技大会を開催した[28]。
- 2014年ツール・ド・フランスの第3ステージ、ケンブリッジとザ・マル間がクイーン・エリザベス・オリンピック・パークを通り抜けるコースになった。
- 2014年9月に最初のインヴィクタス・ゲームズ（英語版）[注釈 3]がこのパークで開催された[30]。
- 2010年に、2015年世界陸上の会場として同スタジアムを使って欲しいと立候補に名乗りを上げた。 当時はスタジアムの将来使用がどうなるか不確実だったためこの入札争いは取り下げたものの、代わりに2017年世界陸上競技選手権大会で立候補した。2011年11月13日に同入札の成功が発表された[31]。
- 男子および女子の2015年欧州ホッケー選手権大会は、改修されたリー・バレー・ホッケー・センター（現:リバーバンク・アリーナ）で開催された[32]。
- 2012年10月に、ロンドンが2017年IPC陸上競技世界選手権大会の唯一の正式な立候補として発表された[33]。
- 2012年12月、国際テニス連盟は2014年から2016年にかけてNEC車椅子テニス・マスターズをリー・バレー・ホッケー＆テニス・センターで開催すると発表した[34]。
- ロンドンはまた、2016年の世界選手権自転車競技大会トラックレースとヨーロッパ水泳選手権の開催に立候補して決定。これらはそれぞれヴェロドームとアクアティクス・センターで開催された[35][36]。

### スポーツクラブの拠点
国際大会のための会場使用に加えて、施設の一部は様々なスポーツのアマチュアおよびプロチームによる定期的な利用も考慮している。
2011年2月11日、ウェストハム・ユナイテッドFCはトッテナム・ホットスパーFCに先んじて、大会終了後にオリンピック・スタジアムをサッカー場として引き継ぐ優先交渉者に選ばれた。しかし、5日後にレイトン・オリエントFCの会長バリー・ハーンがウェストハムFCを同スタジアムに移転させる決定に異議を唱えると発表した、というのも彼はウェストハムがブリスベン・ロード・スタジアムから1マイル（1.6km）以内でプレーすることで、オリエントFCのサポーター達やその支援をも失いかねないと考えたのである。ハーンは何年か前からオリエントFCをオリンピック・パークに移動させ、その収容人数を25000席に減らすことに関心を示していた、一方でウェストハムFCは自分達の移転が行われた際には容量を6万人に削減する予定だった。またトッテナム・ホットスパーはこの決定に対する法的措置を追求し、最終的には2011年10月11日に法的圧力のためウェストハムとの契約は破談となった。ただウェストハムはその後のテナント入札に勝ち続け、2016-17年のサッカーシーズン初頭から同スタジアムをメインのテナントとして使用するようになった。
カッパー・ボックスは2012年ロンドン五輪終了後に残る唯一の恒久的な屋内競技場であった。主にハンドボールおよびゴールボール競技会の使用のために建設されたものだが、それはバスケットボールでの利用を含むだろう多目的会場に変えられた。ミルトン・キーンズにあるプレステージ・ホームズ・アリーナの所有者がリースを終了した結果、バスケットボールクラブのロンドン・ライオンズ(London Lions)が2013-14年のBBLシーズンに向けてカッパー・ボックスに移転した。
リー・バレー・ホッケー・センターは旧イートン・マナーの改修から生まれた。この施設は現在ワッピング・ホッケー・クラブ(Wapping Hockey Club)のグラウンドとなっている。同センターには最先端のホッケー競技場が2面あり、リー・バレー・リージョナル・パーク・オーソリティー(LVRPA)によって運営されている。
オリンピック終了後に元のウォームアップコースの解体に続いて、オリンピックスタジアム南側に新しい6レーンの施設が建設された。そこは2017年世界陸上に続いて、ニューアム＆エセックス・ビーグルズ体操クラブのためのコミュニティ会場および新拠点として使用されている。

### コンサート
2013年1月、音楽コンサートのプロモーター社ライブ・ネイションがスタジアムとその周辺の公園でショーを上演する権利を獲得した。2013年7月に同パークで音楽イベントが開催されたものの、スタジアムは使用されなかった。リバーバンク・アリーナの以前の場所は、ハード・ロック・コーリング、ワイヤレス・フェスティバル、エレクトリック・デイジー・カーニバルといった音楽祭の開催に使用された。
以来、スタジアムではガンズ・アンド・ローゼズ、AC/DC、ロビー・ウィリアムズなどの様々なコンサートが開催されている。

## 交通

### 鉄道

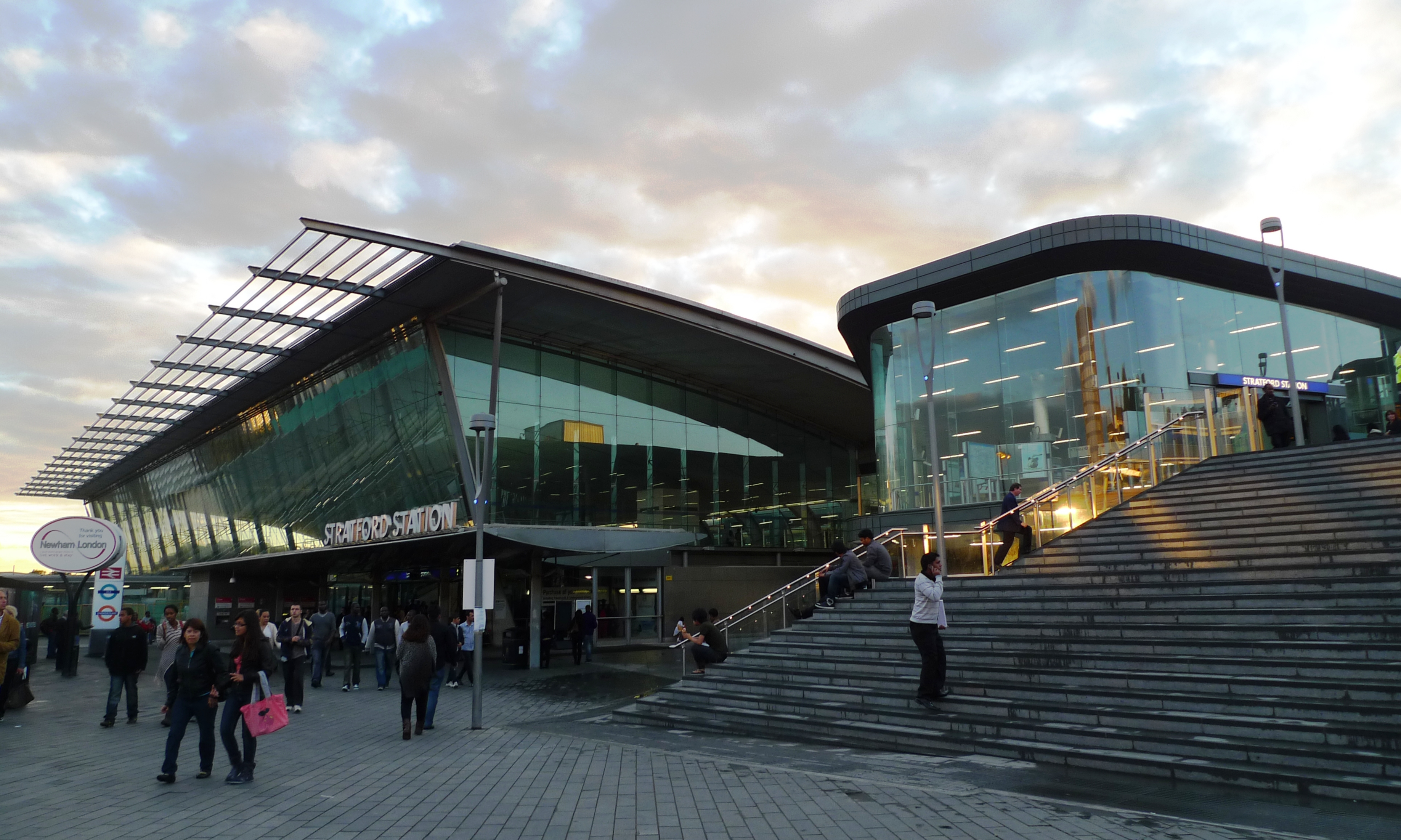
ストラトフォード駅の南口

- ストラトフォード駅がこの地域の主要駅であり、イギリスで19番目に忙しい。スタンモアからのロンドン地下鉄ジュビリー線の終点である。エッピングからウェスト・ルイスリップまでのロンドン地下鉄セントラル線もこの駅を通っている。ドックランズ・ライト・レイルウェイ(DLR)のストラトフォード支線もこの駅が終着である。また、カニング・タウンからベックトンまでのDLRストラトフォード国際支線はストラトフォード国際駅を通る。ストラトフォードはロンドン・オーバーグラウンドのノースロンドン線の終着でもあり、この路線はリッチモンドまで続いている。グレーター・アングリア（英語版）鉄道はこの駅から、リバプール・ストリート駅、コルチェスター、イプスウィッチなどへの長距離鉄道をしばしば運行している。c2c (鉄道)もシューバーイネスに向かう一部列車がこの駅に乗り入れている。
- ストラトフォード国際駅はケント行きのハイスピード1線にある。サウスイースタン (鉄道)は同駅から、チャタムやフェイバーシャム、アシュフォード、マーゲイトへの高速路線を運行している。ドックランズ・ライト・レイルウェイも、この駅を通ってストラトフォードからウーリッジ・アーセナル駅までの路線を運行している。
- プディング・ミル・レーン駅はパークのすぐ南にあるもう1つのDLR駅で、オリンピック閉幕後の2014年に再建された。以前の駅は非常に小さかったので、安全上の理由からオリンピックの間は閉鎖されていた。DLRの列車は、ストラトフォードとルイシャムをつなぐルイシャム支線が通っている。
- ハックニー・ウィック駅（英語版）はロンドン・オーバーグラウンドのノースロンドン線にあり、ストラトフォードからリッチモンドまで、およびクラパムジャンクション駅までの路線を運行している。

### ロンドンバス

#### 停留所

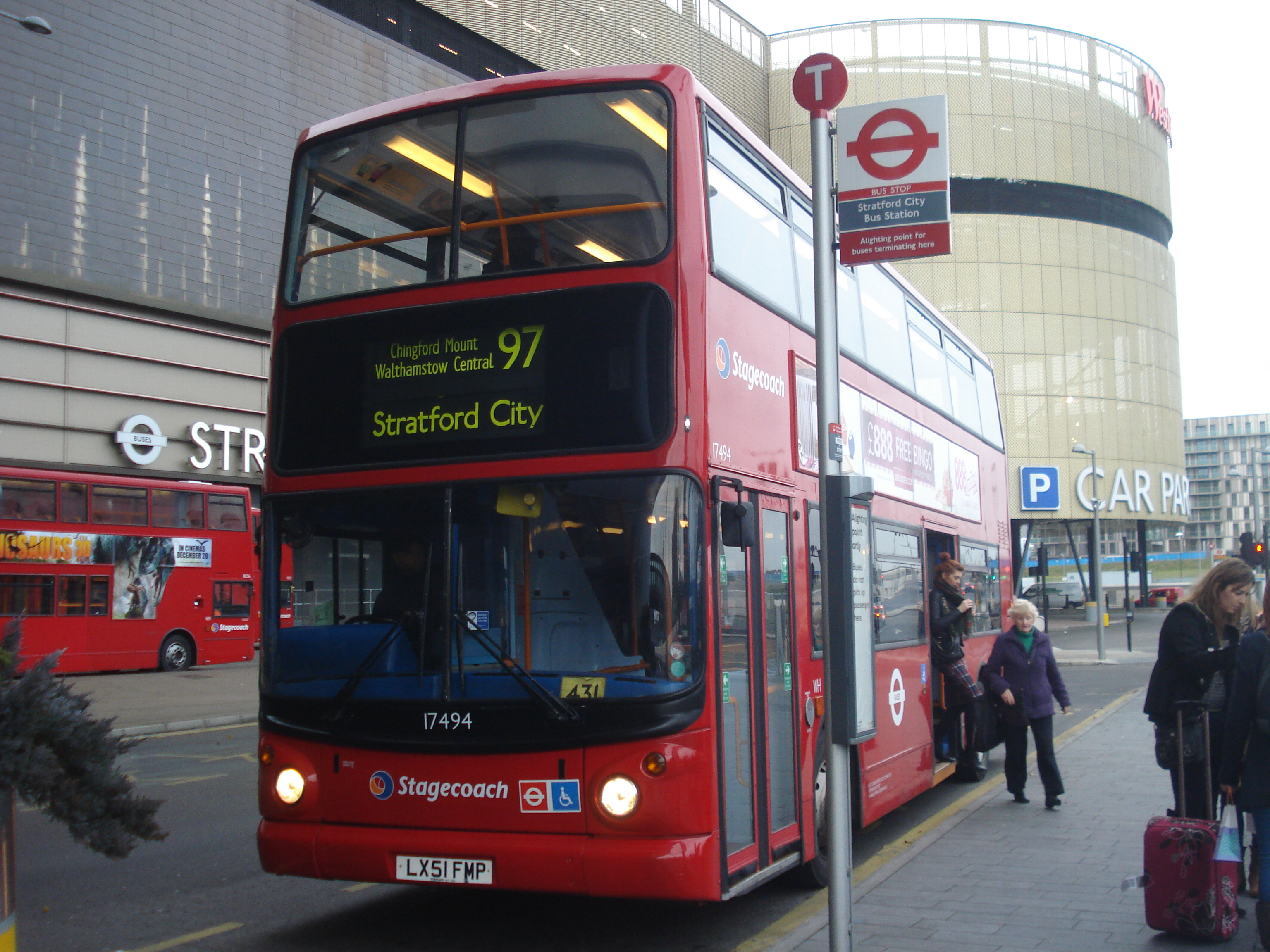
ストラトフォード・シティバス停留所

- ストラトフォード・シティバス停留所には7つのバス路線があり、うちロンドンバスのルート388はブラックフライアーズまで運行している。
- ストラトフォード停留所には、ロンドン中央、北部、北東部、東部、南東部行きのバス路線およびエセックス、サフォーク、ノーフォークへの（長距離を含む）バス路線がある。うちルート25はストラトフォードからオックスフォード・サーカスまで、108はルイシャムまで運行する。ナショナル・エクスプレス社とテラヴィジョン社は、ロンドン・スタンステッド空港への長距離バス路線を24時間運行している。

#### バス乗り継ぎ
- ボウ教会には、中央(8,25,205,N8,N205)、北部(276,488)、北東部(425,488)、南東部(108)への運行路線がある。
- ハックニー・ウィックには中央(26,30,388)、北部(236,276,488)、東部(276,488)への運行路線がある。